# Rohrau (Baixa Áustria)
Rohrau é um município da Áustria localizado no distrito de Bruck an der Leitha, no estado de Baixa Áustria. O 8,66% de sua terra está coberta de bosques, o resto se usa para a agricultura.

## Pessoas Famosas
- (Franz) Joseph Haydn, compositor (1732–1809)
- (Johann) Michael Haydn, compositor (1737–1806)